# Joan of Arc (canción)
«Joan of Arc» es una canción del músico canadiense Leonard Cohen, publicada en el álbum de estudio Songs of Love and Hate (1971). Publicada como sencillo en marzo de 1971, la canción se compone de cuatro estrofas de ocho versos cada una.
La canción está construida en forma de diálogo entre Juana de Arco y el fuego que la está consumiendo mientras es quemada en una hoguera tras haber sido declarada culpable de herejía en 1431. En la canción, Joan dice estar «cansada de la guerra» y cuenta cómo ella preferiría llevar un vestido blanco de novia (en referencia a que uno de los cargos utilizados en su contra fue que vestía como un hombre). La rendición de Joan al fuego puede ser visto como un símbolo de su fervor religioso y su compromiso.

## Trasfondo
La canción «Joan of Arc» está aparentemente inspirada en el amor de Cohen hacia la modelo alemana Nico. También se ha observado que la estructura en la que se recita y canta la canción, más evidente en la primera y la última estrofa, está inspirada en el palimpsesto medieval.

## Versiones
Jennifer Warnes versionó «Joan of Arc» en el álbum Famous Blue Raincoat en un dúo con el propio Cohen. El cantante italiano Fabrizio De André escribió "Giovanna d'Arco", una traducción al italiano de "Joan of Arc" que fue incluida en su álbum de 1974 Canzoni. La cantante canadiense Patricia O'Callaghan versionó la canción en el álbum de 2001 Real Emotional Girl y en su trabajo de 2012 Matador: The Songs of Leonard Cohen.